# Maut in Italien

Hinweisschild für eine Autobahn (autostrada) in Italien – die Benutzung einer solchen Autobahn ist in der Regel mautpflichtig.

Hinweisschild für eine „außerstädtische Hauptstraße“ (strada extraurbana principale) in Italien – die Benutzung ist grundsätzlich kostenfrei.

In Italien wird eine streckenabhängige Maut (ital.: pedaggio) für die meisten Autobahnen erhoben. Mautpflichtig sind alle Fahrzeuge mit zwei oder mehr Achsen. Dies betrifft Motorräder, PKW, Wohnmobile und LKW. Als grobe Orientierung können die farblich unterschiedlichen Autobahnzeichen gelten. Autobahnähnliche Straßen, die Zeichen auf blauem Grund aufweisen und dem deutschen Autobahnschild (Zeichen 330) ähneln, sind grundsätzlich kostenfrei.
Das Gesamtnetz hat eine Länge von 6600 km, davon werden 5695 km durch 24 konzessionierte Betreibergesellschaften und 900 km im Süden des Landes durch die staatliche Straßenbetriebsgesellschaft ANAS selbst betrieben. Größte Betreibergesellschaft ist die Autostrade per l’Italia (ASPI) (bis 2007: Autostrade S.p.A.), die ein Netz von 3400 km Länge in Nord- und Mittelitalien unterhält. Weitere große Gesellschaften sind ASTM und ATP im Nordwesten, Serenissima und Autovie Venete im Nordosten sowie SALT und Autocisa in Mittelitalien.

## Geschichte und Gesellschaften
Im Jahre 1950 wurde die erste privatwirtschaftlich organisierte Betreibergesellschaft für Verkehrswegebau in Italien gegründet, die Autostrade Concessioni e Costruzioni S.p.A., mit dem Ziel, zusammen mit anderen Unternehmen die Kriegsschäden an der italienischen Verkehrsinfrastruktur zu beheben. Erstes größeres Bauprojekt in Italien war die ab 1956 gebaute A1 Mailand–Neapel (auch Autostrada del Sole genannt). 1997 wurde zwischen der staatlichen Infrastrukturgesellschaft ANAS und der damaligen Società Autostrade die Konzessionsverlängerung von 2018 bis 2038 vereinbart. Anteilseigner der Gesellschaft war bis zur Privatisierung 1999 der italienische Staat. Seit 1987 ist die Gesellschaft börsennotiert.
Die Konzernmutter firmierte unter Atlantia S.p.A. (so der Konzernname von 2007 bis 2023; bis Mai 2007: Autostrade S.p.A.; seit März 2023: Mundys S.p.A.). Sie war zu 100 % an der Gesellschaft Autostrade per l’Italia S.p.A. beteiligt, die wiederum u. a. an acht konzessionierten Autobahn-Betriebsgesellschaften in Italien, Gesellschaften für Verkehrsbeeinflussung und verschiedenen anderen Gesellschaften in Italien und im Ausland mit unterschiedlichen Anteilen direkt und indirekt beteiligt ist. Sie war die größte Betreibergesellschaft. 2021 verkaufte Atlantia das Unternehmen Autostrade per l’Italia S.p.A. an ein Konsortium.
Insgesamt wird das italienische Autobahnnetz von 24 konzessionierten Betreibergesellschaften errichtet, unterhalten und betrieben. Aufsichtsbehörde ist der staatliche, jedoch in Rechtsform einer Aktiengesellschaft mit einem Anteilseigner geführte italienische Straßenbaubetrieb ANAS.

## Mautsysteme und mautfreie Strecken

### Geschlossenes System
Die meisten Strecken werden im „geschlossenen System“ betrieben, d. h. die Höhe der Maut bestimmt sich nach der zurückgelegten Entfernung und der benutzten Straße sowie der Fahrzeugklasse (1 u. a. für PKW und Krafträder, 2 für Wohnmobil, Bus, LKW, sowie 3 für PKW mit einachsigem Anhänger, LKW mit drei Achsen usw.). Strecken mit hohem Bau- und Erhaltungsaufwand, wie die Gebirgsautobahnen mit vielen Tunneln (z. B. die A10), werden höher bemautet als Strecken mit geringem Bau- und Unterhaltungsaufwand. Die etwa 615 km lange Fahrt mit dem Pkw von Mailand nach Rom kostet 47,10 Euro; eine komplette Fahrt über die Autostrada del Sole (A1) mit Umfahrung von Neapel über die A30 bis Salerno kostet 63,70 Euro.

### Geschlossenes System – Freeflow
Auf der neuen Autobahn A36 im Norden von Mailand kommt das sogenannte FreeFlow-System zum Einsatz: An der Autobahn gibt es keine Zahlstellen mehr, alle Zu- und Abfahrten werden stattdessen videoüberwacht. Dadurch kann jedem Fahrzeug bzw. Nummernschild die zurückgelegte Fahrtstrecke zugeordnet werden. Die Bezahlung muss nachträglich innerhalb von zwei Wochen erfolgen. Für Gelegenheitsnutzer, die über kein Benutzerkonto verfügen, gestaltet sich die Bezahlung als aufwändig. Zu Problemen kommt es auch bei der Nutzung von Mietwagen, weil bei der Online-Zahlung immer ungefragt alle Fahrten der letzten 15 Tage zusammen beglichen werden – man kann also in diesem Fall nicht zwischen den eigenen Fahrten und denen eventueller Vor- oder Nachmieter unterscheiden.
Strecken im Sistema FreeFlow:
- A60 bei Varese, zwischen Vedano Olona und Autobahnkreuz mit A8
- A59 bei Como, zwischen Acquanegra und Villa Guardia (über Autobahnkreuz mit A9)
- A36 bei Mailand, zwischen Lentate sul Seveso und Autobahnkreuz mit A8 (über Autobahnkreuz mit A9)

### Offenes System
Einige wenige Strecken werden im „offenen System“ betrieben. Hierbei wird für einen Streckenabschnitt mit mehreren Anschlussstellen oder eine ganze Autobahn, unabhängig von der zurückgelegten Entfernung, nur ein Pauschalbetrag erhoben. Das „offene System“ kommt in Ballungszentren und z. B. auf der A8/A9 Varese–Mailand bzw. Como–Mailand zum Einsatz. Der Pauschalbetrag beträgt auf dieser Strecke zwischen der Mautstelle Como-Grandate (A9) und der Mautstelle Milano Nord (Übergang zur A4) bzw. der Mautstelle Milano Terrazzano (Übergang zur A50 (Westumfahrung Mailands)) 3,00 Euro.

### Mautfreie Strecken
Der 443 km lange Abschnitt der A2 von Salerno nach Reggio Calabria wird beispielsweise von der ANAS selbst betrieben und unterhalten und ist dementsprechend mautfrei. Ebenso verhält es sich für die Autobahnen A19, A29 und A29dir auf Sizilien. Aber auch auf diversen Autobahnabzweigen wie z. B. der A14dir oder auch auf den Autobahnzubringern z. B. RA3 ist keine Gebühr zu errichten. Es gibt auch einige Stadtautobahnen (Tangenten), auf welchen keine Maut erhoben wird.

## Entrichtung der Maut

### Berechnung
Im „geschlossenen System“ zieht man an der Einfahrtstation an einem Automaten eine Mautkarte. Diese führt man an der Ausfahrtstation in den dortigen Automaten ein und bezahlt die berechnete Maut. Geht bei Fahrten im „geschlossenen System“ die Einfahrtkarte verloren, so wird die Fahrt von der entferntesten Einfahrt berechnet, sofern der Benutzer nicht (etwa durch Hotelrechnungen) nachweisen kann, dass er an einer anderen Einfahrt in die Autobahn eingefahren ist.
Im „offenen System“ wird entweder ebenso oder lediglich bei der Ein- oder Ausfahrt oder in der Mitte eines Streckenabschnitts kassiert.
Die Höhe der Maut richtet sich nach der Anzahl der Achsen sowie der Höhe über der ersten Achse des jeweiligen Fahrzeugs:
| Mautkategorie     | Kriterium                                                 |
| ----------------- | --------------------------------------------------------- |
| 2 Assi - Classe A | Fahrzeuge mit 2 Achsen bis 1,3 m Höhe an der Vorderachse  |
| 2 Assi - Classe B | Fahrzeuge mit 2 Achsen über 1,3 m Höhe an der Vorderachse |
| 3 Assi            | Fahrzeuge und Gespanne mit 3 Achsen                       |
| 4 Assi            | Fahrzeuge und Gespanne mit 4 Achsen                       |
| 5 o piú Assi      | Fahrzeuge und Gespanne mit 5 und mehr Achsen              |

Bei der Berechnung der Achsen werden Doppelachsen als zwei Achsen gezählt.

### Bar- oder Kartenzahlung

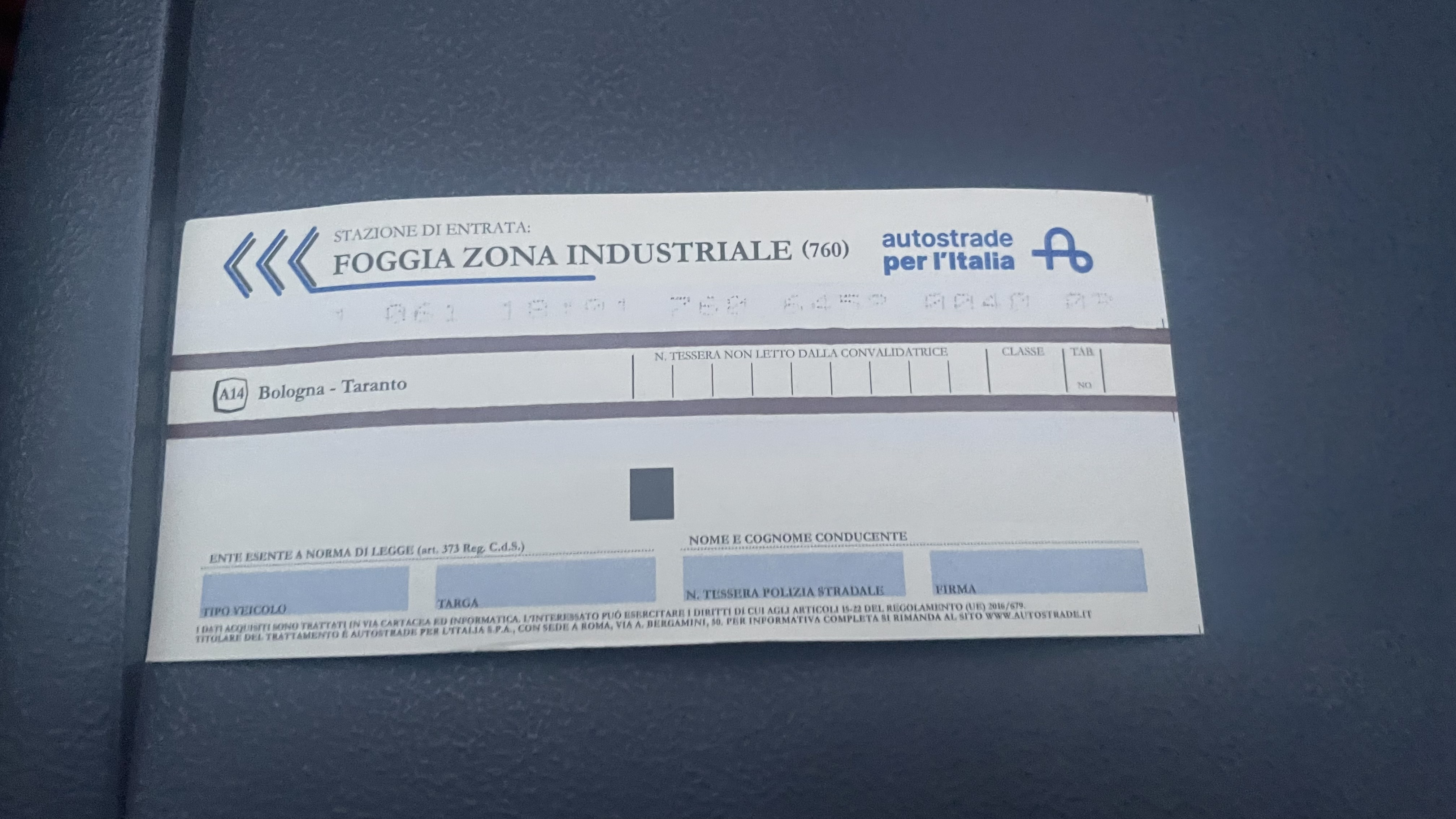
Ein Ticket für die Autostrada

In beiden Systemen kann die Maut bar, mit italienischer oder ausländischer Konto- oder Kreditkarte oder mit Prepaid-Karte (so genannte Viacard) entrichtet werden, die auch außerhalb Italiens erhältlich ist. Die Abrechnungssysteme aller Betreibergesellschaften sind seit 1988 vollständig interoperabel, sodass auch bei Nutzung von Autobahnen verschiedener Betreiber im „geschlossenen System“ während einer Fahrt nur bei der letzten Ausfahrt bezahlt werden muss. Bis 1988 musste beim Übergang von einer Autobahn auf eine andere die Maut zwischenabgerechnet und bezahlt werden, wenn beide Autobahnen nicht zu derselben Betreibergesellschaft gehörten.

### Telepass

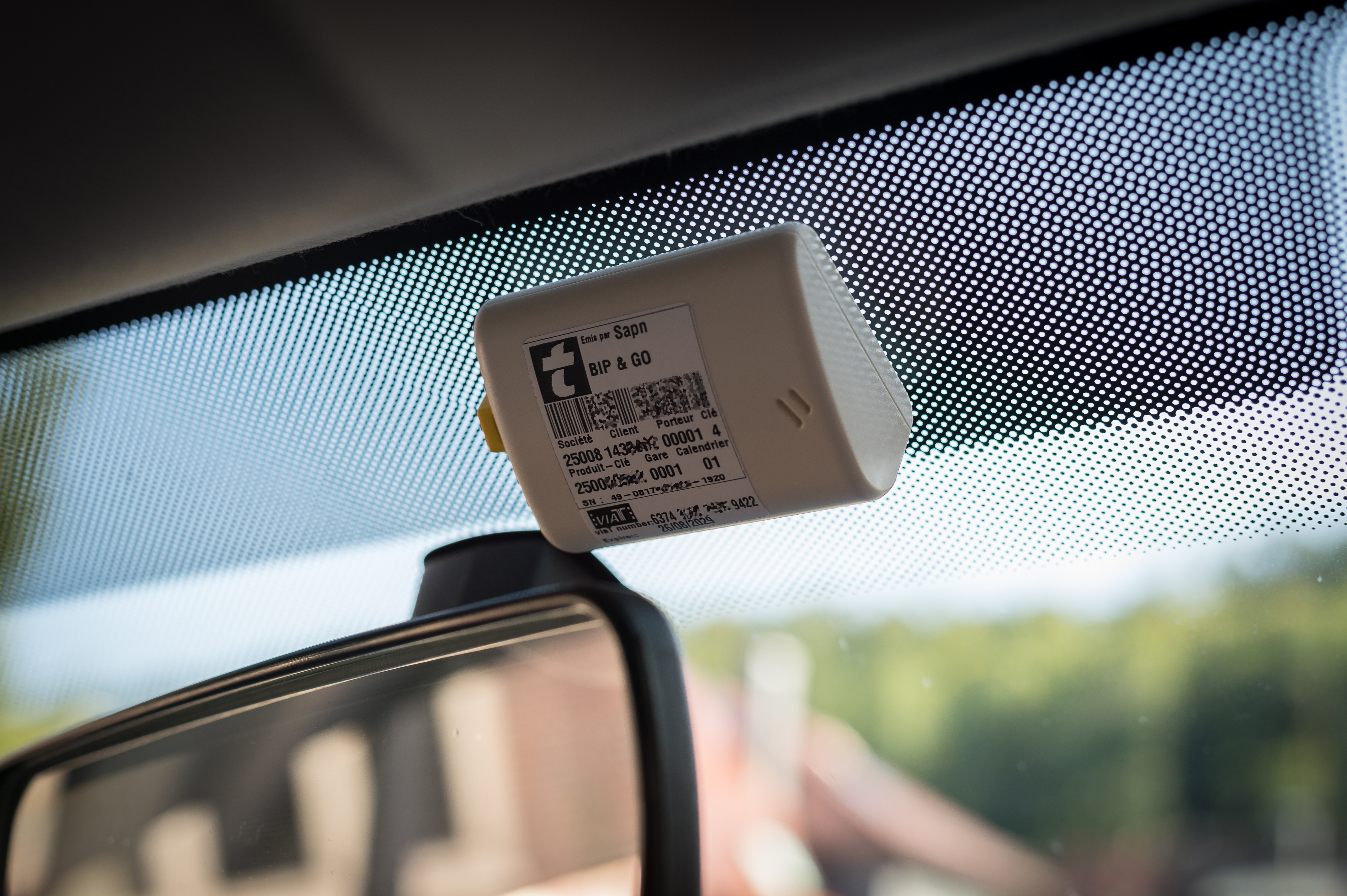
On-Board-Unit (Transponder) zur Nutzung der Telepass-Fahrspuren

Nutzer, die nicht mit einer der genannten Zahlungsweisen bezahlen wollen, können eine On-Board-Unit (OBU) namens Telepass im Auto oder am Kraftrad befestigen, die jede Ein- und Ausfahrt auf die Autobahn an die Mautstelle meldet. Hierfür sind besondere Spuren für vollautomatische Abfertigung an den meisten Mautstellen vorgesehen; jedoch können auch Spuren mit Mautkassierern (ital.: esattori) und Viacard-/Kreditkarten-Spuren genutzt werden, wenn sie mit dem Telepass-Logo gekennzeichnet sind. Der fällige Betrag wird in der Regel einmal je Kalenderquartal vom Girokonto oder der Kreditkarte des Benutzers eingezogen.

#### Telepass Family
Telepass Family steht allen Nutzern offen, die in Italien über ein Girokonto oder eine zugelassene Kreditkarte verfügen, auch wenn sie ihren Wohnsitz im Ausland haben, nicht italienische Staatsangehörige sind und Fahrzeuge mit nicht-italienischen Kennzeichen nutzen wollen. Je OBU können höchstens drei Kennzeichen zur selben Zeit registriert werden; Änderungen kann der Benutzer über eine Web-Schnittstelle selbst vornehmen. Die Grundgebühr für Telepass Family beträgt je Kalenderquartal 3,10 Euro zzgl. italienischer Mehrwertsteuer, soweit die aufgelaufene Maut im Quartal 258,23 Euro nicht übersteigt. Darüber wird aus der Quartals- eine Monatsgebühr gleicher Höhe. Ein Rabatt auf die Maut ist bei Nutzung des Grundprodukts Telepass Family nicht vorgesehen.

#### Telepass Ricaricabile
Telepass Ricaricabile ist eine Telepass-Variante auf Guthabenbasis. Sie ist seit März 2006 in Kampanien und Sizilien auf der Stadttangente von Neapel, Abschnitten der A3, an den Mautstellen Caserta Sud der A1 und Pomigliano d'Arco der A16, sowie auf den sizilianischen Autobahnen A18 und der A20 verfügbar. Sie erfordert kein Girokonto und keine Kreditkarte und eignet sich damit auch für ausländische Reisende. Der Nutzer erhält gegen eine Gebühr von 49,90 Euro eine OBU, deren Guthabenkonto bei den Autobahn-Servicestellen (Punti Blu), in zahlreichen Bars und Ladenketten, sowie per Website und per Telefon beschickt werden kann. Für die Beschickung wird neben dem gewünschten Mautguthaben (25, 50 oder 75 Euro) eine Gebühr von 1 Euro je angefangenem 24 Euro-Mautguthaben erhoben. Auch hier sind Preisnachlässe auf die Maut nicht vorgesehen.

## Wissenswerte Vorschriften

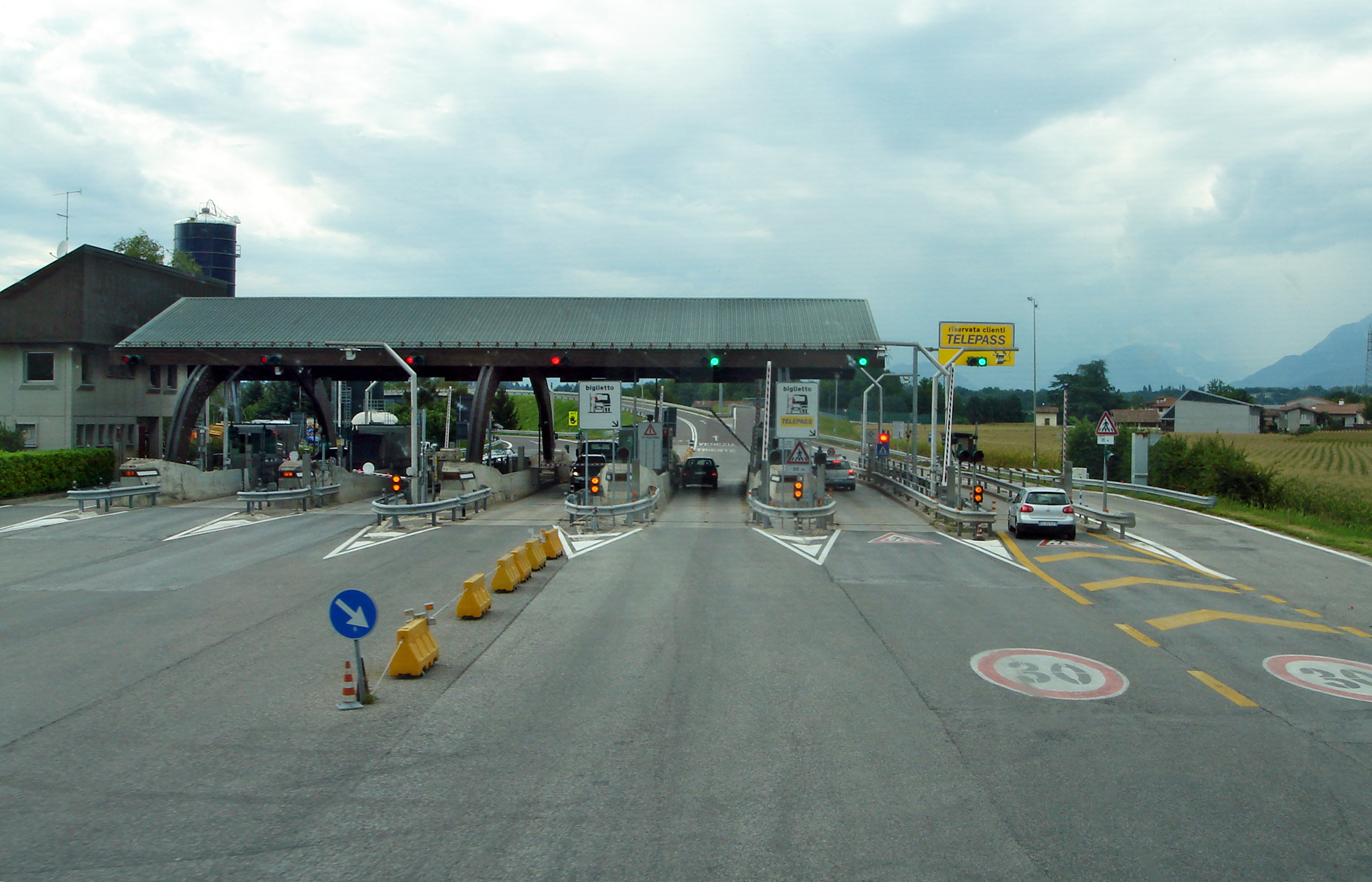
Mautstelle Udine Nord (August 2011)

Das Zurücksetzen oder Wenden vor Mautstellen wird mit Bußgeldern ab 431,00 Euro, der Eintrag von 10 Punkten im italienischen Fahreignungsregister und ein Fahrverbot von bis zu sechs Monaten (Art. 176 Abs. 19 und 20 Codice della strada (italienische Straßenverkehrsordnung)). Dies gilt auch, soweit die Durchfahrt an der gewählten Spur nicht möglich ist, etwa, weil die Viacard oder Kreditkarte nicht akzeptiert wurde oder versehentlich eine Telepass-Spur gewählt wurde. In diesem Falle hat der Benutzer durch Betätigen der Taste Assistenza Hilfe herbeizurufen. Es erscheint entweder ein Mautkassierer (ital.: esattore) oder der Nutzer erhält einen Beleg mit dem Aufdruck Mancato pagamento „Nicht bezahlt“, mit dessen Hilfe er die Maut nachzuentrichten hat. Dabei wird das Fahrzeug fotografiert.
Maut, die der Nutzer – gleich, aus welchem Grund – nicht sofort entrichten kann, muss binnen 15 Tagen nachentrichtet werden, sonst fällt ein Bearbeitungszuschlag an. Die Nachentrichtung ist bei allen Punto Blu seit 2024 nicht mehr möglich. Allerdings ist eine Nachentrichtung durch Überweisung und zum Teil online möglich. Mautforderungen der italienischen Betreibergesellschaften werden in Deutschland nicht im Verwaltungsverfahren vollstreckt, können jedoch bei einer der nächsten Benutzungen einer mautpflichtigen italienischen Autobahn nacherhoben werden. Da es sich bei den Mautgebühren um eine zivilrechtliche Forderung handelt, ist eine Nacherhebung nur innerhalb von 10 Jahren möglich (Art. 2946 Codice Civile (italienisches Bürgerliches Gesetzbuch)).

## Passstraßen und Tunnel (ohne Autobahnen)
Beispiele:
- Grosser-St.-Bernhard-Tunnel (z. T. in der Schweiz)
- Munt-la-Schera-Tunnel (z. T. in der Schweiz)
- Stilfser-Joch-Passstraße (Stand 2023: mautfrei, Einführung noch unsicher)
- Timmelsjoch-Hochalpenstraße (z. T. in Österreich)

## Städte
In Mailand und Bologna wird für die Innenstädte eine Kfz-Citymaut erhoben.